# 李相珉
李相珉（：／ Lee Sang-min，1958年1月22日—），大韓民國自由派政治人物，第20到21屆國會議員。